# Marijaia

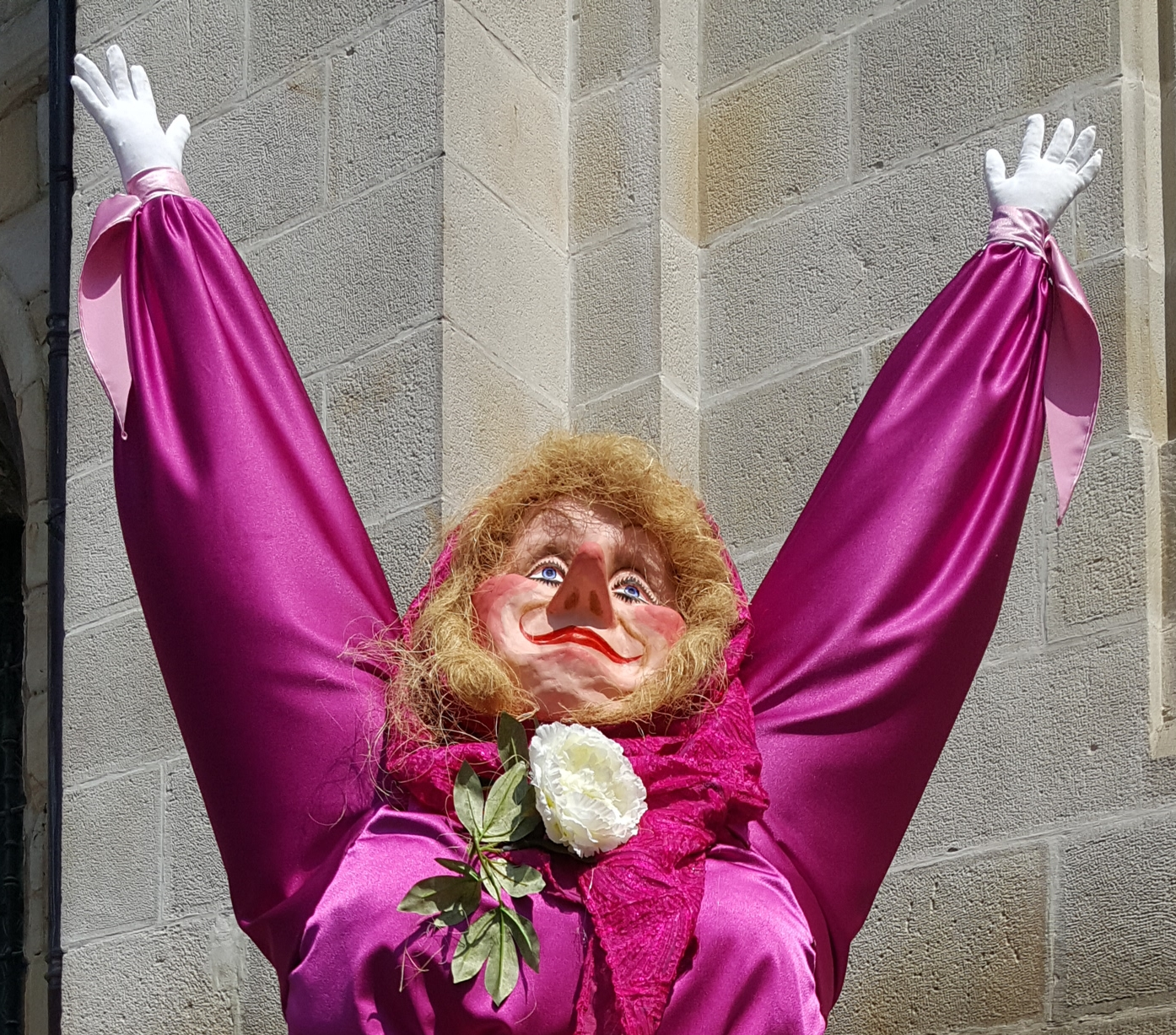
Marijaia, en 2018.

Marijaia es un personaje ficticio, icono y símbolo de la Semana Grande de Bilbao. 

## Historia
Fue diseñado por la pintora y grabadora Mari Puri Herrero el 19 de agosto de 1978, tras cinco días de trabajo, por encargo de la Comisión de Fiestas.
El nombre vasco Marijaia viene a significar «Señora de las Fiestas». Herrero concibió este personaje como una mujer de aspecto tradicional vasco, con ropajes rurales y pañuelo en la cabeza. Su rostro es cómico, de rasgos prominentes y sonrosado. En señal de optimismo y baile, lleva los brazos en alto.
Siguiendo el diseño de Herrero, cada año se elabora un ejemplar de Marijaia a gran escala, al modo de los antiguos gigantes y cabezudos. Marijaia pesa unos 30 kilos. Su parte central es una madera que lleva un tubo de hierro para que no se parta. Su pelo es de esparto, y su cara se hace con muchas capas de cartón. Y para que luzca como "acolchada, se rellena con hierba de las faldas del monte Gorbea.
El inicio de las fiestas, el sábado siguiente al 15 de agosto, lo marca la lectura del pregón por parte de la persona designada como pregonera, seguido de lanzamiento del txupín (cohete) por parte de la txupinera, desde un balcón del teatro Arriaga. Instantes después aparece en el balcón Marijaia, que a partir de entonces presidirá las fiestas de la ciudad. El último día era quemada en la plaza del teatro Arriaga, marcando el final de nueve días de fiesta, aunque desde el año 2009 su quema se realiza mientras hace un paseo por la ría a modo de despedida.
Desde 1997 Marijaia tiene una canción propia, llamada Badator Marijaia («Ya viene Marijaia»), compuesta por Kepa Junkera y Edorta Jiménez.